# Sadie Hawkinsová
Sadie Hawkinsová (v anglickém originále Sadie Hawkins) je jedenáctá epizoda čtvrté série amerického hudebního televizního seriálu Glee a v celkovém pořadí sedmdesátá sedmá epizoda tohoto seriálu. Scénář k ní napsal Ross Maxwell, režíroval ji Bradley Buecker a poprvé se odvysílala ve Spojených státech dne 24. ledna 2013 na televizním kanálu Fox.

## Příběh

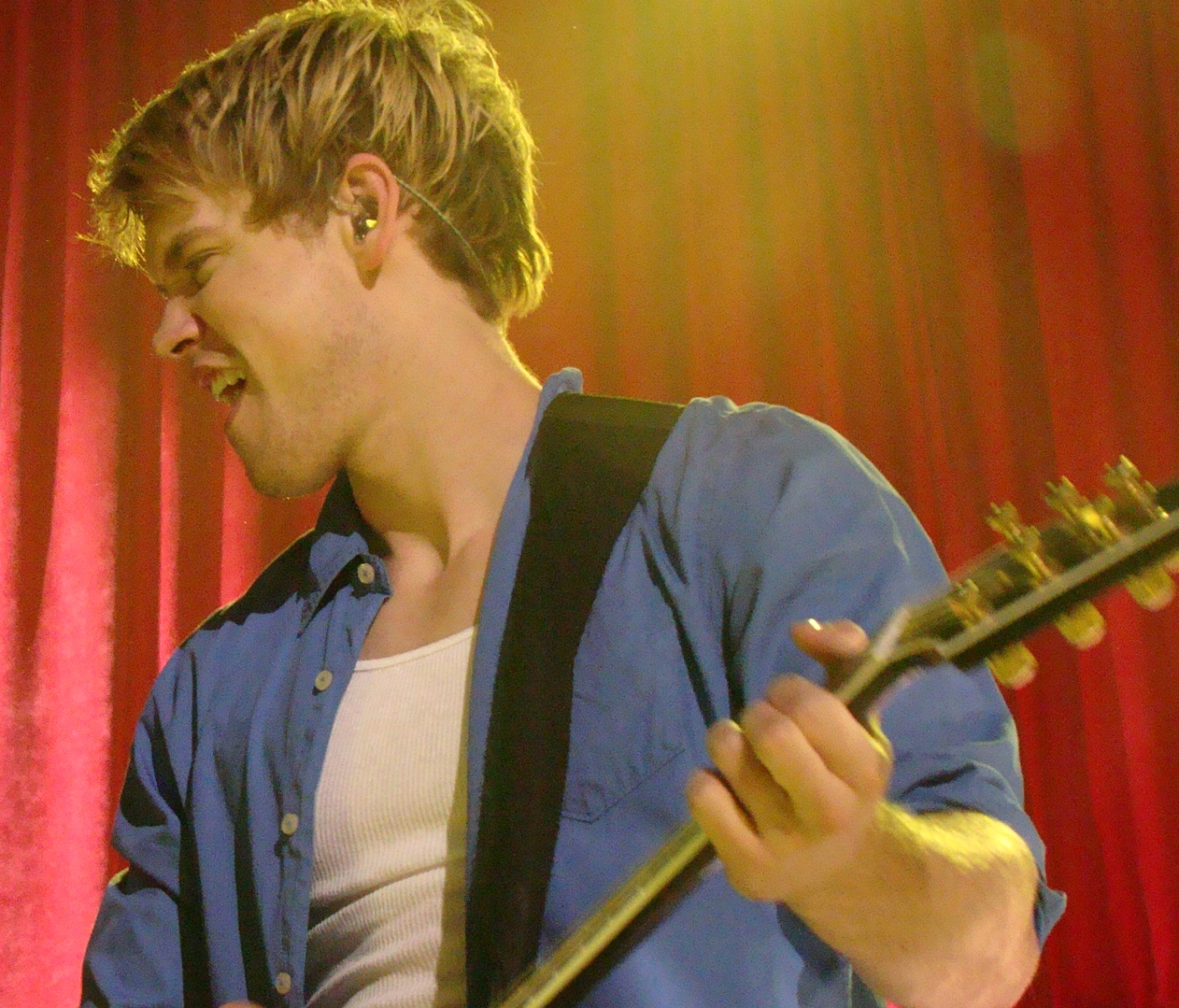
V tomto díle Sam Evans (Chord Overstreet) odhalí, že Slavíci při výběrovém kole soutěže sborů podváděli

Tina Cohen-Chang (Jenna Ushkowitz) přesvědčí Blaina Andersona (Darren Criss), aby na plesu na McKinleyově střední zorganizoval tanec Sadie Hawkins (tanec, ve kterém žádají o tanec dívky chlapce), aby povzbudili studentky. Vedoucí sboru Finn Hudson (Cory Monteith) se rozhodne přimět ženské členky New Directors vystoupit pro toho, kterého chtějí pozvat na ples a Tina zpívá "I Don't Know How to Love Him" pro Blaina, protože se do něj zamilovala. Ale Blaine její pozvání zamítne, protože je sám tajně zamilovaný do Sama Evanse (Chord Overstreet), který vyšetřuje možnost, že Slavíci z Daltonovy akademie na výběrovém kole soutěže sborů podváděli.
V New Yorku přichází Kurt Hummel (Chris Colfer) na Newyorskou akademii dramatických umění (NYADA) a protože je jeho spolubydlící Rachel Berry (Lea Michele) až příliš zaměstnána svým novým vztahem s Brodym Westonem (Dean Geyer), tak se Kurt rozhodne přidat ke sboru na NYADĚ, nazvaném Adam's Apples, aby si získal nové přátele. Rachel před tím Kurta varuje, protože se to podle ní rovná "společenské sebevraždě", ale Kurt se zakouká do hlavního zpěváka sboru, Adama Crawforda (Oliver Kieran-Jones), který ho ohromí vystoupením s písní "Baby Got Back". Kurt později pozve Adama na rande.
V Limě, Brittany Pierce (Heather Morris) přesvědčuje Marley Rose (Melissa Benoist), aby na ples pozvala Jake Puckermana (Jacob Artist) po vystoupení s písní "Tell Him", ale Jake se stane nerozhodným, když ho Kitty Wilde (Becca Tobin) také pozve. Jeho bratr Noah "Puck" Puckerman (Mark Salling) ho přesvědčí, aby šel s Marley a sám jde nakonec s Kitty. Mezitím se Blaine přiznává Tině ohledně jeho zamilovanosti k Samovi a rozhodnou se jít na ples společně, jako přátelé.
Na plese, kluci z New Directions zpívají "No Scrubs", na což naváží dívky s hudebním číslem "Locked Out of Heaven". Zde Sam odhalí Blainovi a Finnovi získaný důkaz, že hlavní zpěvák Slavíků, Hunter Clarington (Nolan Gerard Funk) přiměl Slavíky užívat steroidy, aby tak mnohonásobně zlepšili svůj výkon na výběrovém kole. Tento důkaz se Finn rozhodne použít proti Slavíkům.
Ryder Lynn (Blake Jenner) končí ples s písní "I Only Have Eyes for You", zatímco Jake a Marley spolu začnou chodit. Rachel pozve Brodyho, aby se k ní nastěhoval.

## Seznam písní
- "I Don't Know How to Love Him"
- "Baby Got Back"
- "Tell Him"
- "No Scrubs"
- "Locked Out of Heaven"
- "I Only Have Eyes for You"

## Obsazení
| Chris Colfer      | Kurt Hummel           |
| Darren Criss      | Blaine Anderson       |
| Jane Lynch        | Sue Sylvester         |
| Kevin McHale      | Artie Abrams          |
| Lea Michele       | Rachel Berry          |
| Cory Monteith     | Finn Hudson           |
| Heather Morris    | Brittany Pierce       |
| Matthew Morrison  | William Schuester     |
| Chord Overstreet  | Sam Evans             |
| Amber Riley       | Mercedes Jones        |
| Naya Rivera       | Santana Lopez         |
| Mark Salling      | Noah „Puck“ Puckerman |
| Harry Shum mladší | Mike Chang            |
| Jenna Ushkowitz   | Tina Cohen-Chang      |

## Natáčení
Scénář k epizodě napsal Ross Maxwell a režíroval ji Bradley Buecker, výkonný producent seriálu.
Oliver Kieran Jones se do seriálu přidal jako Adam Crawford, hlavní zpěvák sboru na NYADĚ, Adam’s Apples, a v této epizodě zpívá i píseň. Ashley Fink se vrací jako bývalá členka New Directions a wrestlingová šampionka Lauren Zizes, vůbec poprvé, od začátku třeté série seriálu. Mezi další vedlejší postavy, které se v epizodě objevily, patří členové sboru Sugar Motta (Vanessa Lengies), Joe Hart (Samuel Larsen), Wade "Unique" Adams (Alex Newell), Marley Rose (Melissa Benoist), Jake Puckerman (Jacob Artist), Kitty Wilde (Becca Tobin) a Ryder Lynn (Blake Jenner), fotbalová trenérka Shannon Beiste (Dot Jones), roztleskávačka Becky Jackson (Lauren Potter), Brody Weston (Dean Geyer) a hlavní zpěvák sboru Slavíci na Daltonově akademii, Hunter Clarington (Nolan Gerard Funk).
Epizoda obsahuje šest písní a všechny byly vydány jako singly, včetně "I Don't Know How to Love Him" z muzikálu Jesus Christ Superstar v podání Jenny Ushkowitz; "Tell Him" od The Exciters v podání Heather Morris a Melissy Benoist; "Locked Out of Heaven" od Bruna Marse v podání Alexe Newella a Melissy Benoist; "No Scrubs" od TLC v podání Kevina McHala, Darrena Crisse, Chorda Overstreeta, Samuela Larsena a Blaka Jennera a "I Only Have Eyes for You" od The Flamingos v podání Blaka Jennera. Šestá píseň je "Baby Got Back" od Jonathana Coultona, která byla použita bez jeho souhlasu nebo svolení, kterou zpíval nový člen obsazení Oliver Kieran Jones.